# Gaston Godin
Pour les articles homonymes, voir Godin.
Gaston Godin est un chercheur et professeur québécois né en 1948. Spécialiste en santé communautaire, il est l'auteur du Godin Leisure-Time Exercise Questionnaire, un instrument de mesure de l’activité physique. Gaston Godin est également professeur émérite de l'Université Laval.